# جوش غينز
جوش غينز (بالإنجليزية: Josh Gaines)‏ هو لاعب كرة قدم أمريكية أمريكي، ولد في 27 سبتمبر 1985 في فورت واين في الولايات المتحدة.